# Kermia lutea
Kermia lutea é uma espécie de gastrópode do gênero Kermia, pertencente a família Raphitomidae.